# Martin (Nebraska)
Martin es un lugar designado por el censo ubicado en el condado de Keith en el estado estadounidense de Nebraska. En el Censo de 2010 tenía una población de 92 habitantes y una densidad poblacional de 98,95 personas por km².

## Geografía
Martin se encuentra ubicado en las coordenadas 41°15′29″N 101°42′32″O / 41.25806, -101.70889. Según la Oficina del Censo de los Estados Unidos, Martin tiene una superficie total de 0.93 km², de la cual 0.93 km² corresponden a tierra firme y (0%) 0 km² es agua.

## Demografía
Según el censo de 2010, había 92 personas residiendo en Martin. La densidad de población era de 98,95 hab./km². De los 92 habitantes, Martin estaba compuesto por el 95.65% blancos, el 0% eran afroamericanos, el 1.09% eran amerindios, el 0% eran asiáticos, el 0% eran isleños del Pacífico, el 1.09% eran de otras razas y el 2.17% pertenecían a dos o más razas. Del total de la población el 3.26% eran hispanos o latinos de cualquier raza.